# Do wszystkich chłopców: P.S. Wciąż cię kocham
Do wszystkich chłopców: P.S. Wciąż cię kocham (ang. To All the Boys: P.S. I Still Love You) – amerykańska komedia romantyczna na podstawie powieści Jenny Han o P.S. Wciąż cię kocham. W rolach głównych wystąpili: Lana Condor, Noah Centineo, Janel Parrish, Anna Cathcart, Ross Butler oraz Madeleine Arthur. Film miał swoją premierę 12 lutego 2020 roku na platformie Netflix.

## Fabuła
W miarę jak jej związek z Peterem (Noah Centineo) wciąż się rozwija, Lara Jean (Lana Condor) spotyka się z innym odbiorcą jednego ze swoich starych listów miłosnych.

## Obsada
- Lana Condor jako Lara Jean Covey
- Noah Centineo jako Peter Kavinsky
- Janel Parrish jako Margot Covey
- Anna Cathcart jako Kitty Covey
- Ross Butler jako Trevor
- Madeleine Arthur jako Chris
- Emilija Baranac jako Genevieve
- Trezzo Mahoro jako Lucas
- Holland Taylor jako Stormy
- John Corbet jako dr Dan Covey
- Sarayu Blue jako Trina Rothschild
- Kelcey Mawema jako Emily
- Julie Tao jako Haven

## Produkcja
Film kręcono w Vancouver (Kolumbia Brytyjska, Kanada), w tym w Point Grey Secondary School.

## Odbiór
Krytycy Rotten Tomatoes przyznali filmowi wynik 75% ze średnią ocen 6,9/10. Metacritic oceniło film w skali 54 punkty na 100.